# Из России с любовью (роман)
«Из России с любовью» (англ. From Russia With Love) — пятый роман Яна Флеминга о приключениях британского агента Джеймса Бонда, написанный в 1957 году.
Роман вошёл в список «100 лучших детективных романов всех времён».

## Сюжет
Исходя из новой внешнеполитической доктрины, Советский Союз стал менее агрессивным и более открытым к диалогу — но это только видимая сторона. Руководитель Смерша генерал Грубозабойщиков даёт указание своим лучшим специалистам Кронштейну и Розе Клебб разработать операцию устрашения, согласно которой лучший британский агент Джеймс Бонд должен быть дискредитирован, а потом уничтожен. В роли приманки должна выступить сержант КГБ Татьяна Романова.

## Персонажи
- Джеймс Бонд / Агент 007 — главный герой
- Татьяна Романова — девушка Бонда
- Дарко Керим-бей — союзник Бонда
- Роза Клебб — главная злодейка
- Красный Грант — главный злодей
- Генерал Грубозабойщиков — второстепенный злодей
- М — начальник Бонда
- Криленку — второстепенный злодей
- Вавра — союзник Бонда
- Рене Матис — друг Бонда
- Кронштейн — второстепенный злодей

## Оценки
Журнал Life указывал роман «Из России с любовью» одной из десяти любимых книг президента Кеннеди.
Роман был запрещён цензурой ЮАР во времена апартеида из-за названия.

## Экранизация
В 1963 году режиссёр Теренс Янг снял по роману одноимённый фильм. Главную роль исполнил Шон Коннери, а заглавная песня «From Russia With Love» была исполнена Мэттом Монро.
Как и большинство ранних фильмов о Бонде, «Из России с любовью» (1963) довольно точно следует первоисточнику. Главное отличие в том, что вместо СМЕРШа злодейский план принадлежит СПЕКТРу во главе с Эрнстом Ставро Блофельдом. Кроме того, для пущей увлекательности, в фильм добавлены две экшн-сцены: поединок Бонда с вертолётом и погоня на катерах. Персонажи фильма почти такие же, какими их описал Флеминг. Не попали в фильм лишь французский коллега Бонда Рене Матис из книги «Казино Рояль» и весь генералитет СМЕРШа.